# Новомитрополька
Новомитропо́лька — село в Тюхтетском районе Красноярского края России. Административный центр Новомитропольского сельсовета.

## География
Село находится на левом берегу реки Таёжный Тюхтет, на расстоянии примерно 17 км к востоку от села Тюхтет, административного центра района. Абсолютная высота — 215 м над уровнем моря.

## Население
| 2010 |
| ---- |
| 349  |

Гендерный состав
По данным Всероссийской переписи населения 2010 года в селе проживало 176 мужчин и 173 женщины из 349 чел.

## Улицы
Уличная сеть села состоит из двух улиц: Советская и Школьная.